# Église Saint-Jean-Baptiste de Werchter
L'église Saint-Jean-Baptiste (Sint-Jan-Baptistkerk en néerlandais) est une église de style gothique et baroque située à Werchter, section de la commune belge de Rotselaar dans la province du Brabant flamand.

## Historique
La construction du chœur gothique a été entamée en 1439 mais le chœur a été profondément remanié au XVIe siècle. Le collatéral nord date également du XVe siècle.
Au XVIe siècle ont été érigés le collatéral sud, la sacristie nord ainsi que la tour. Cette dernière a été érigée durant le troisième quart du XVIe siècle mais a été remaniée au XVIIe siècle (portail baroque, fenêtre et pilastres d'angles). 
La sacristie méridionale date des environs de 1900.

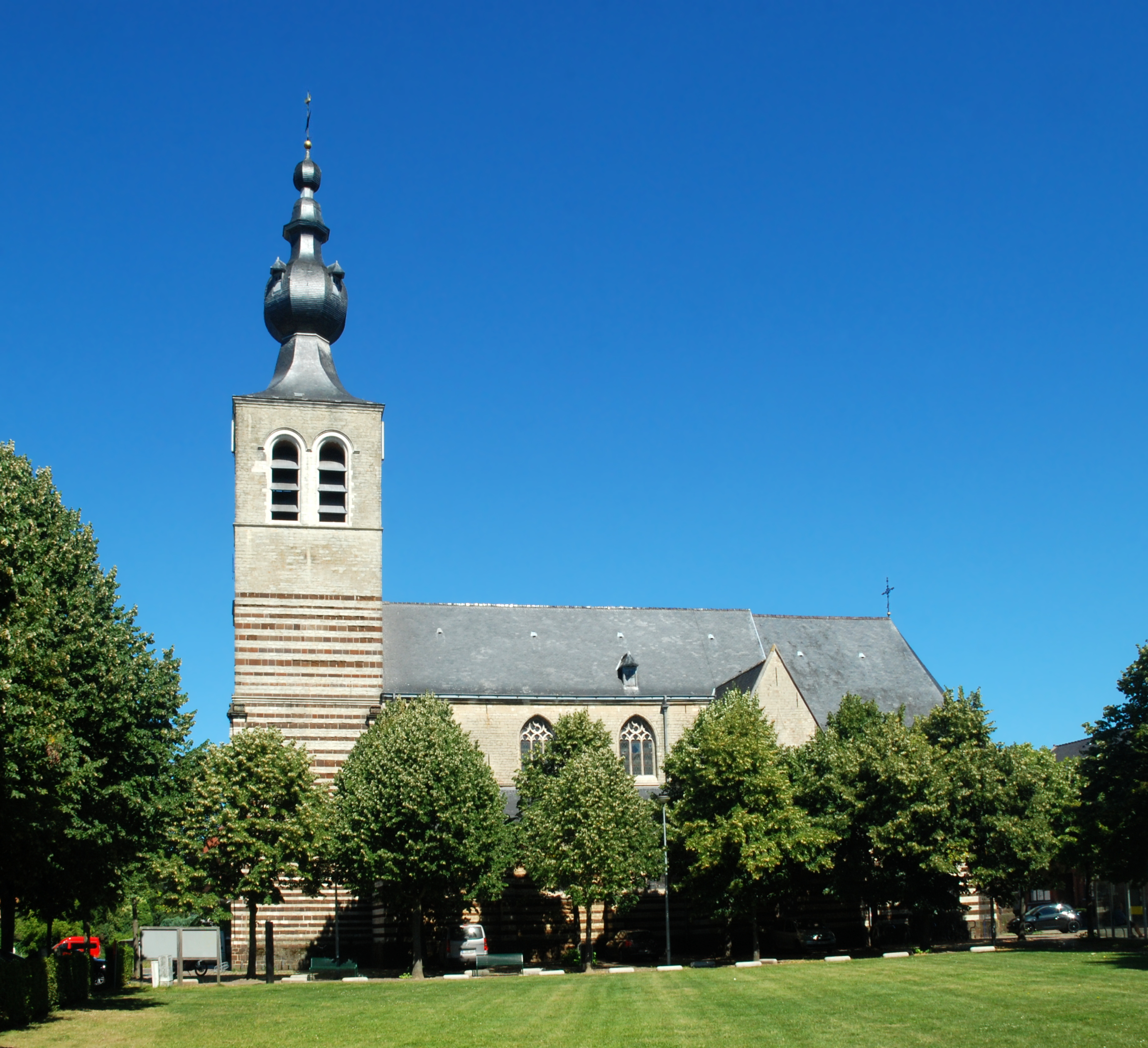

## Classement
L'église est classée monument historique depuis le 25 mars 1938 et figure à l'Inventaire du patrimoine immobilier de la Région flamande sous la référence 42706.

## Architecture

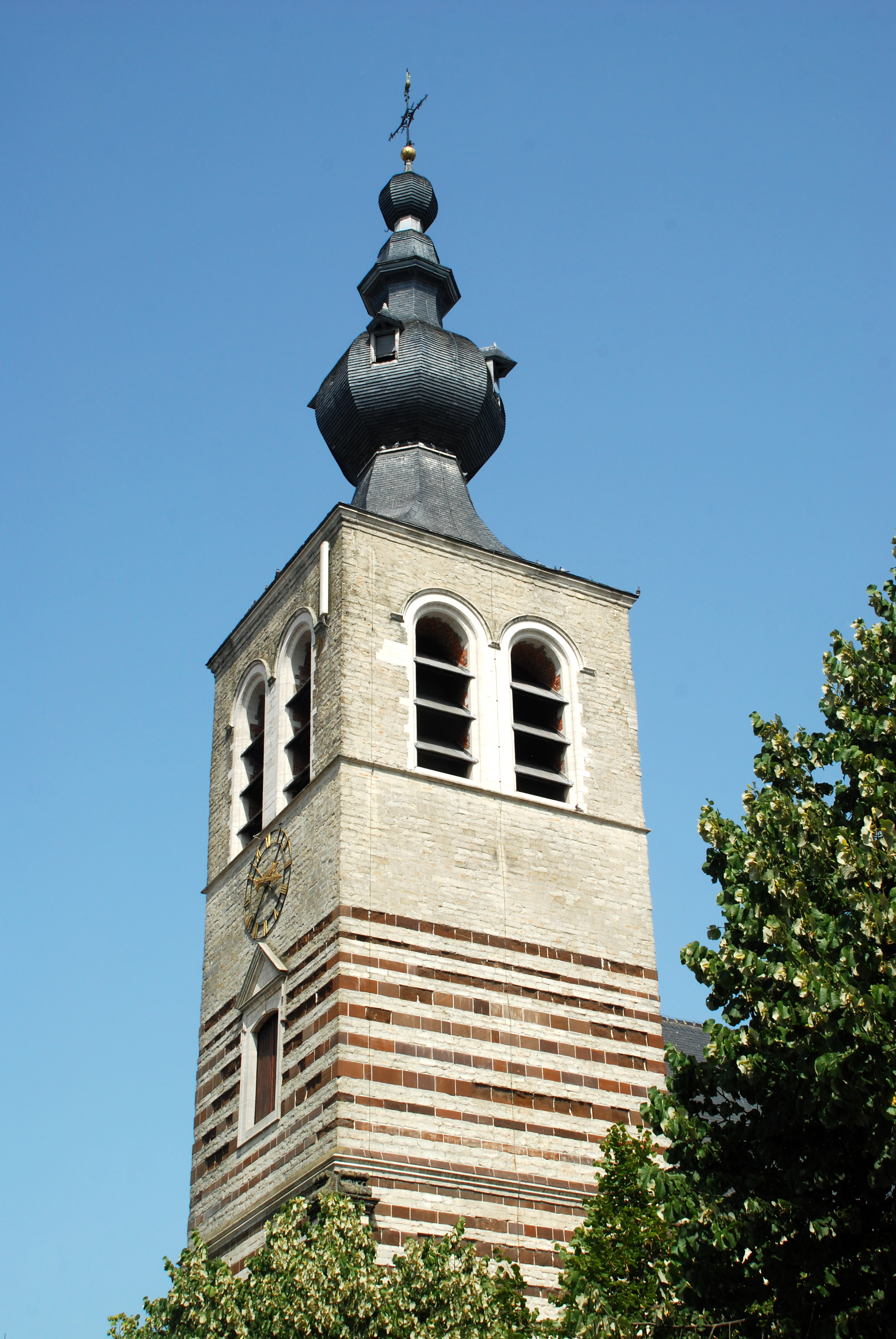
Le sommet de la tour et le clocher à bulbe.
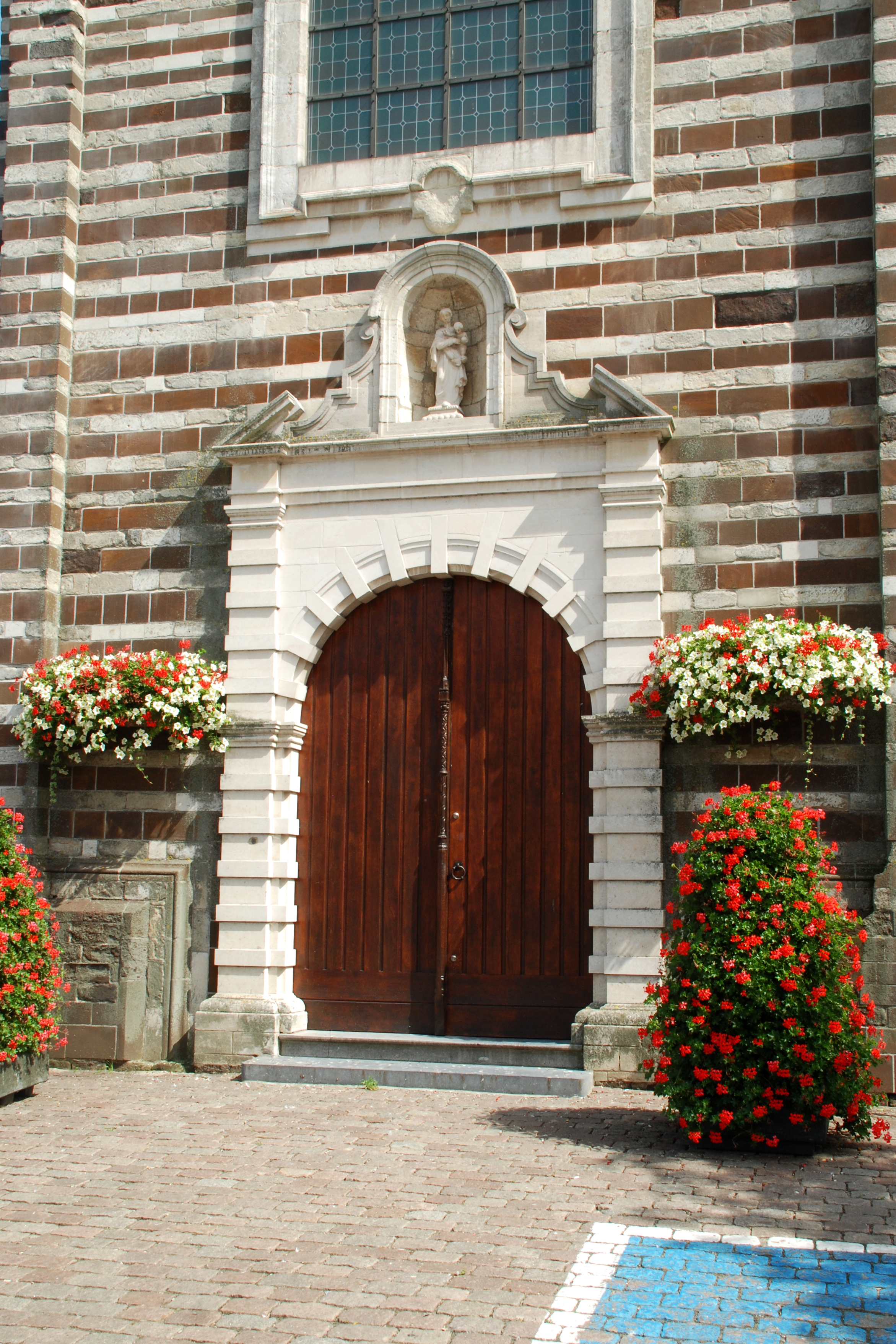
Le portail baroque.